# 长梗崖爬藤
长梗崖爬藤（学名：Tetrastigma longipedunculatum）为葡萄科崖爬藤属的植物，是中国的特有植物。分布于中国大陆的广西等地，生长于海拔400米至670米的地区，多生长于山谷密林中，目前尚未由人工引种栽培。